# Riccardo Duranti
Riccardo Duranti (Terni, 3 aprile 1949) è un poeta e traduttore italiano.

## Biografia
Ha insegnato Letteratura Inglese e Traduzione Letteraria all'Università La Sapienza di Roma. Ha tradotto l'opera omnia di Raymond Carver. Ha tradotto molti autori di lingua inglese tra i quali John Berger, Philip K. Dick, Cormac McCarthy, Michael Ondaatje, Nathanael West, Richard Brautigan, Caryl Churchill, Elizabeth Bishop, Henry David Thoreau, Edward Bond. Nel 1996 gli viene assegnato il premio speciale ai premi nazionali per la traduzione per la sua attività di traduttore.
Dirige la casa editrice Coazinzola Press.

## Traduzioni in italiano
- Raymond Carver, Garzanti, 1990, Chi ha usato questo letto (Elephant and Other Stories) ISBN 88-11-67147-7
- Raymond Carver, minimum fax, 1999, Vuoi star zitta per favore? (Will You Please Be Quiet, Please?) ISBN 88-87765-09-X
- Michael Ondaatje, Garzanti, 2000, Lo spettro di Anil (Anil's Ghost) ISBN 88-11-66204-4
- Elizabeth Bishop, Adelphi, 2005, Miracolo a colazione ISBN 88-459-2029-1
- Raymond Carver, I Meridiani, 2005, Tutti i racconti ISBN 88-04-52221-6
- Sandra Cisneros, La Nuova Frontiera, 2005, Fosso della strillona e altri racconti ISBN 88-8373-057-7
- Raymond Carver, Giulio Einaudi Editore, 2009, Principianti, versione originale di Di cosa parliamo quando parliamo d'amore (What We Talk About When We Talk About Love) ISBN 978-88-06-22374-8
- Richard Brautigan, Giulio Einaudi Editore, 2017, Pesca alla trota in America (Trout Fishing in America) ISBN 88-0621-863-8